# Rasa Budbergytė

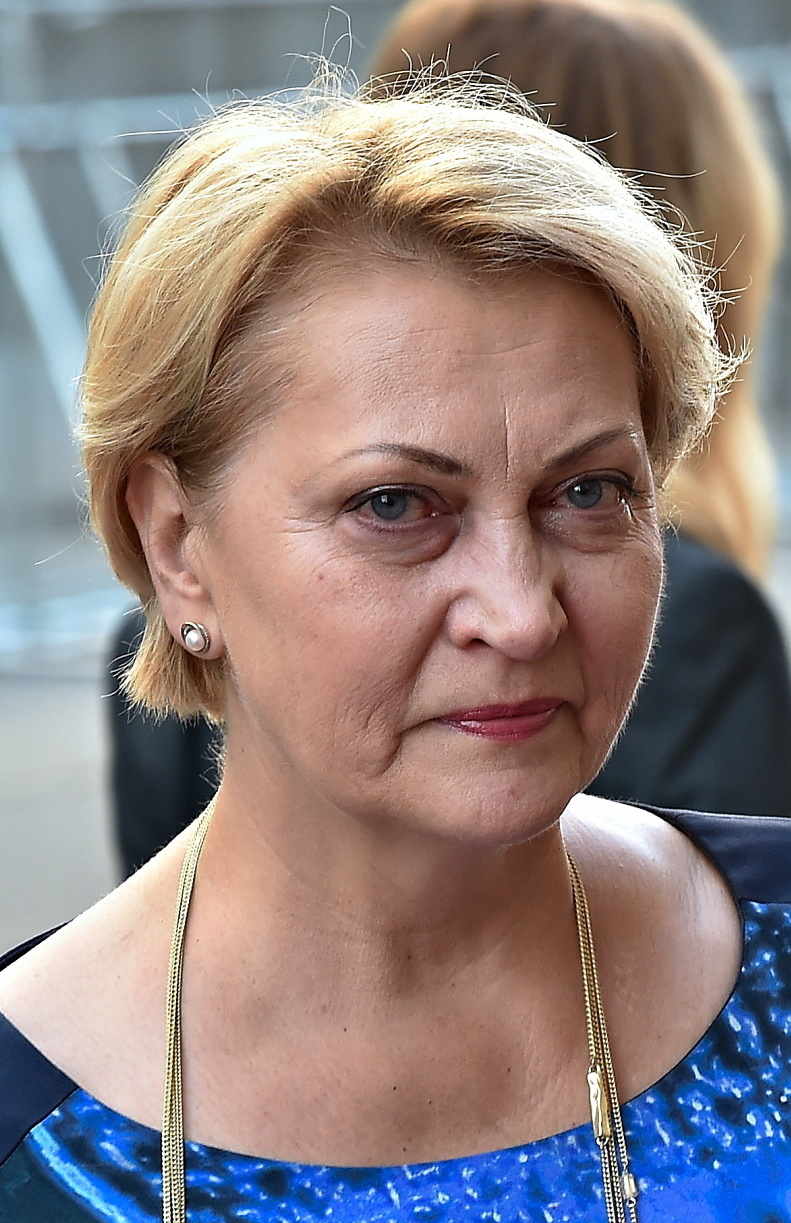
Rasa Budbergytė, 2016

Rasa Budbergytė (* 8. Mai 1960 in Plungė) ist eine litauische Verwaltungsjuristin und linke Politikerin, Seimas-Mitglied, seit November 2024 Parlamentsvizepräsidentin, ehemalige Finanzministerin (2016) und stellvertretende litauische Justizministerin (1998–2000).

## Leben
Nach dem Abitur 1978 an der 1. Mittelschule Prienai absolvierte Budbergytė 1983 das Diplomstudium der Rechtswissenschaften mit Auszeichnung an der Juristischen Fakultät der Universität Vilnius. Ihre Spezialisierung war das Zivilrecht. Von 1983 bis 1985 arbeitete sie als Leiterin einer Abteilung der Stadtverwaltung Marijampolė.
Von 1985 bis 1992 war Budbergytė leitende Inspektorin der Behindertenabteilung am Sozialministerium Litauens in Vilnius. Von 1992 bis 1993 arbeitete sie als Beraterin in der Rechtsabteilung am Ministerium für internationale Wirtschaftsbeziehungen. 1993 war sie Gehilfin des Ministerpräsidenten. Von 1995 bis 1997 arbeitete sie als Wirtschaftsjuristin im Textilunternehmen AB „Lelija“. Ab 1997 war sie Assistentin am Lehrstuhl für Arbeitsrecht der Universität Vilnius.
Von 1998 bis 2000 arbeitete Budbergytė als Vizeministerin der Justiz. 2001 lehrte sie als Lektorin am Lehrstuhl für Familienrecht und Zivilprozessrecht der Lietuvos teisės universitetas in Vilnius. 2001 arbeitete sie am Innenministerium Litauens. Von 2005 bis 2010 leitete Budbergytė den litauischen Rechnungshof Lietuvos Respublikos valstybės kontrolė. Von 2010 bis 2016 war sie litauische Vertreterin beim Europäischen Rechnungshof. Im Juni 2016 ersetzte sie den litauischen Finanzminister Rimantas Šadžius.
2023 nahm sie erfolglos bei der Bürgermeisterwahl in Vilnius teil. Seit dem 14. November 2024 ist sie Stellvertreterin von Saulius Skvernelis, des litauischen Parlamentspräsidenten. 
Sie ist Mitglied der Lietuvos socialdemokratų partija.

## Familie
Budbergytė ist verheiratet und hat den Sohn Vytenis.